# David Walliams
David Walliams, właściwie David Edward Williams (ur. 20 sierpnia 1971 w hrabstwie Surrey) – angielski aktor i scenarzysta, wraz z Mattem Lucasem współtwórca serialu komediowego Mała Brytania. Od roku 2012 juror w Britain's Got Talent.

## Życiorys
Walliams jest zawodowym aktorem – jako nastolatek występował w Narodowym Teatrze Młodzieży, a następnie ukończył studia w zakresie sztuk dramatycznych na University of Bristol. Gdy przystępował do Equity, związku zawodowego brytyjskich aktorów, okazało się, że jest już tam członek z imieniem i nazwiskiem David Williams i stąd wzięła się decyzja o zmianie jednej litery (regulamin organizacji nie pozwala na jednoczesną przynależność do niej dwóch tak samo nazywających się członków).
Od połowy lat 90. pojawiał się w niewielkich rólkach w programach i serialach telewizyjnych. Jednak prawdziwym motorem jego kariery okazała się współpraca z Lucasem. Najpierw tworzyli razem programy satyryczne Rock Profile i Mash and Peas, aż wreszcie narodziła się Mała Brytania – najpierw w wersji radiowej, potem telewizyjnej, a podczas trasy z roku 2006 także scenicznej.
4 lipca 2006 Walliams przepłynął wpław kanał La Manche w miejscu, gdzie jego szerokość wynosi 35 km. Przygotowania do tego wyczynu trwały 9 miesięcy, w czasie których zebrał ponad milion funtów na cele charytatywne. Dodatkowym utrudnieniem było to, iż treningi pokryły się w czasie z trasą pod tytułem Mała Brytania na Żywo, więc Walliams każdego dnia najpierw spędzał kilka godzin na basenie, a wieczorem występował na scenie. W uznaniu dla tego osiągnięcia otrzymał nagrodę specjalną w brytyjskim plebiscycie Sportowiec Roku 2006. Matt Lucas towarzyszył przygotowaniom kolegi z kamerą, dzięki czemu powstał film dokumentalny Wielkie pływanie Małej Brytanii.

## Życie prywatne
Od 2009 roku spotykał się z modelką Larą Stone, z którą zaręczyny ogłosił 20 stycznia 2010. Para pobrała się 16 maja 2010 w Londynie. 9 września 2015 aktor wniósł o rozwód. Małżeństwo zostało rozwiązane 6 tygodni po złożeniu pozwu.

## Filmografia[3]

### Filmy
- 1996
  - Clancy's Kitchen
- 1997
  - It's Ulrika
  - Seven Sins
- 1998
  - You are here jako Murray Moffatt
- 1999
  - Plunkett & Macleane jako Wicehrabia Bilston
  - The Web of Caves jako główny obcy
  - the Pitch of Fear jako Sydny Newman
  - The Kidnappers jako David
- 2002
  - Życie George Eliot jako John Chapman
  - Cruice of the Gods jako Jeff „Lurcky” Monks
  - Ted and Alice jako Shane
- 2004
  - Panna Marple: Noc w Bibliotece jako George Bartlett
- 2005
  - Stoned jako Księgowy
  - Tristram Shandy: Wieolka ściema jako Parson
- 2006
  - Maria Antonina jako Fryzjer
- 2007
  - Gazu mięczaku gazu jako Mężczyzna w ciastkarni
  - Dekameron jako wiozący nieboszczyka na wózku
  - Opowieść Mary jako Greville White
  - Gwiezdny pył jako Sextus
- 2008
  - Frankie Howerd: Rather You Than Me jako Frankie Howerd
- 2010
  - Marmaduke jako Anton Harrison
  - Kolacja dla palantów jako Mueller
- 2012
  - Mr. Stink jako premier
  - Wielkie nadzieje jako Wuj Pumblechook
- 2013
  - Gangsta Granny jako Mike
  - Prawdziwa historia króla skandali jako wielebny Edwyn Young
- 2020
  - Zabójczy rejs jako Tobey

### Seriale
- 1993
  - Games World jako Lesley
- 1996
  - Mash and Peas
- 1998
  - Barking
- 1999
  - Rock Profile
  - Sir Bernard's Stately Homes jako Anthony Rodgers
  - Coming Soon jako Grame Cunliffe
- 2000
  - Attachments jako Jake Plaskow
  - The Strangerers jako Rats
- 2003
  - Mała Brytania
- 2008
  - Mała Brytania w Ameryce
- 2010
  - Zapraszamy na pokład
- 2011
  - The Royal Bodyguard jako Sir Ambrose Hamilton
- 2013
  - Blindings jako Rupert Baxter
  - Big School jako Pan Church
- 2015
  - Śledztwo na cztery ręce jako Tommy Beresford